# Desaparición forzada de Pataz de 2025
Los términos desaparición forzada de Pataz, masacre de Pataz, masacre de la Minera Poderosa de 2025, también conocido como la desaparición de los 13 mineros de Pataz o la matanza de Pataz se refieren a un secuestro de 13 trabajadores, ocurrido el 25 de abril de 2025, y una posterior masacre en el departamento de La Libertad en Perú contra trabajadores de la empresa R&R, contratista de seguridad de la minera La Poderosa, que fueron raptados durante sus horas de trabajo.
Los cuerpos fueron hallados el 4 de mayo de ese mismo año en un socavón, mostrando signos de tortura y ejecución. Se presume que los responsables son bandas criminales vinculadas a la minería ilegal, que operan en la zona desde hace años.

## Antecedentes

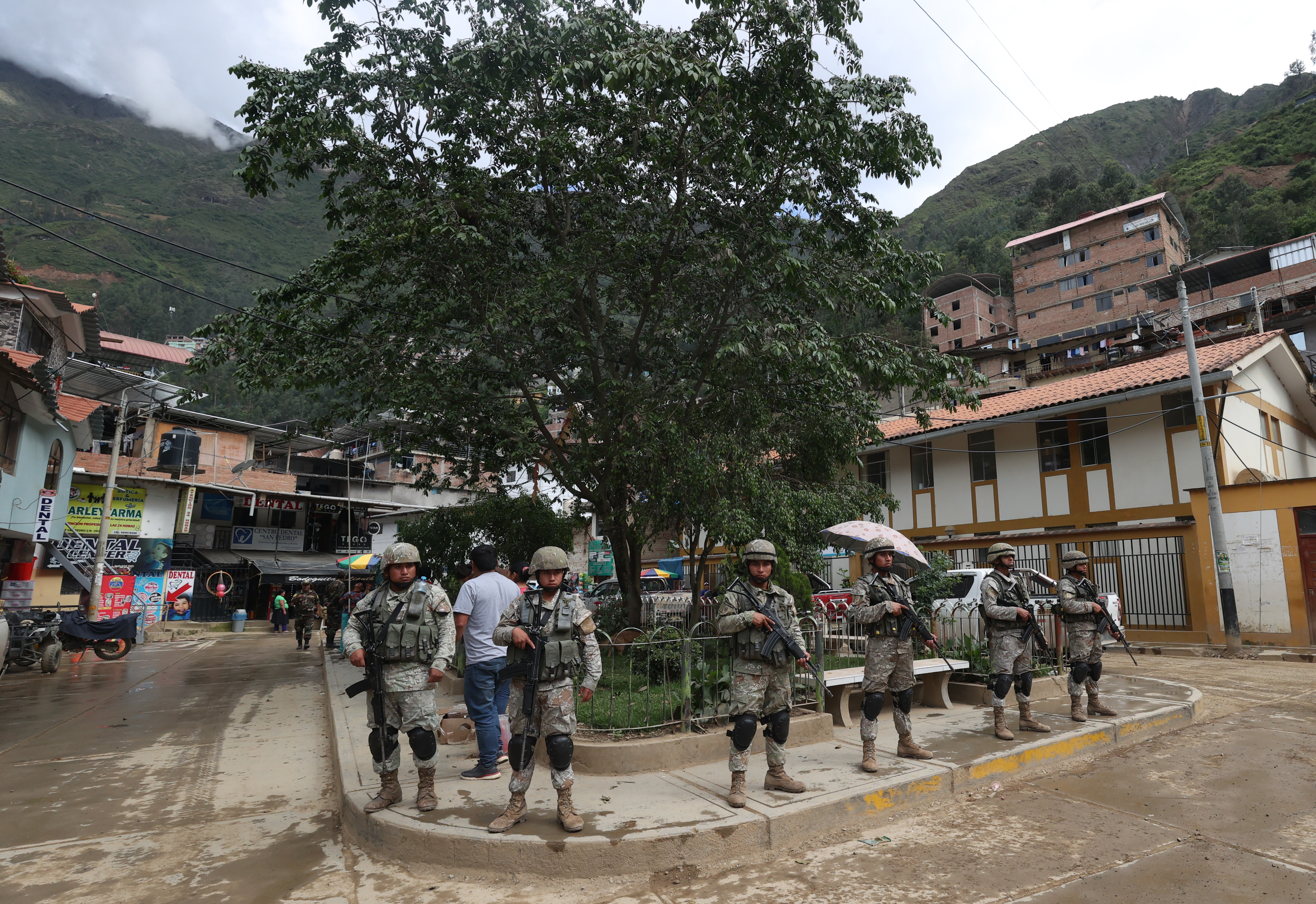
Militares rondando las calles de Pataz en marzo de 2025, debido a la creciente ola de inseguridad.

El departamento de La Libertad, ubicado en el norte del Perú, es uno de los principales productores de oro del país. En la provincia de Pataz, la minería artesanal fue una actividad común hasta antes de la pandemia de COVID-19. Sin embargo, el incremento en el precio del oro tras la pandemia incentivó una transición hacia el uso de maquinaria moderna, impulsando el crecimiento de la minería ilegal.
Este fenómeno atrajo la participación de organizaciones criminales como Los Pulpos, el Tren de Aragua y La Gran Familia, que inicialmente ofrecían protección a los mineros ilegales frente a asaltos. Con el tiempo, algunas de estas organizaciones pasaron a involucrarse directamente en las operaciones mineras, registrándose casos de violencia contra quienes se resistían a colaborar. El entorno de conflictividad también incluyó ataques a la empresa minera legal Poderosa. Paralelamente, algunos operadores ilegales utilizaron el Registro Integral de Formalización Minera (REINFO) para continuar sus actividades bajo una apariencia de informalidad. Para junio de 2024, se había reportado la existencia de más de 30 plantas de procesamiento de oro no formalizadas en la zona.
En la madrugada del 2 de diciembre de 2023 un grupo de delincuentes armados con fusiles y explosivos ingresaron en el nivel 2995 de la Compañía Minera La Poderosa, en Pataz (La Libertad) con la intención de apoderarse de minerales, tomaron de rehenes a los trabajadores de lugar. Posteriormente, tuvieron un enfrentamiento con la seguridad de la mina, dejando como saldo 10 trabajadores muertos y 30 heridos. De igual manera, a inicios de 2025, un ataque fue perpetuado en la Minera La Poderosa. Posteriormente, al menos 15 torres de alta tensión que brindaban energía al complejo minera La Poderosa fueron dinamitadas por delincuentes, pese al estado de emergencia en la provincia de Pataz.
Este ataque no esta alejado en la provincia, ya que el 20 de enero de 2025, en la ciudad de Trujillo, se realizó un atentado con explosivos a la sede local del Ministerio Público, que dejó dos heridos. A la vez que horas después se reportó un ataque en Huamachuco que afecto a varias viviendas. El 28 de marzo, un nuevo ataque afecto a la Minera Poderosa, tras suscitarse el robo de una minivan y una posterior emboscada con esta que dejaría 3 fallecidos. Para los meses de marzo y abril de ese mismo año, el gobierno peruano empezó a desplegar militares en la zona. El 4 de abril, un operativo destruyo bienes de más de 30 millones de soles relacionados con la minería ilegal. Pese a estos esfuerzos, un nuevo crimen durante la Semana Santa, dio de que hablar entre la población, tras que un hombre sea asesinado en la ciudad de Tayabamba, lo que generó la movilización de rondas campesinas locales.

## Cronología

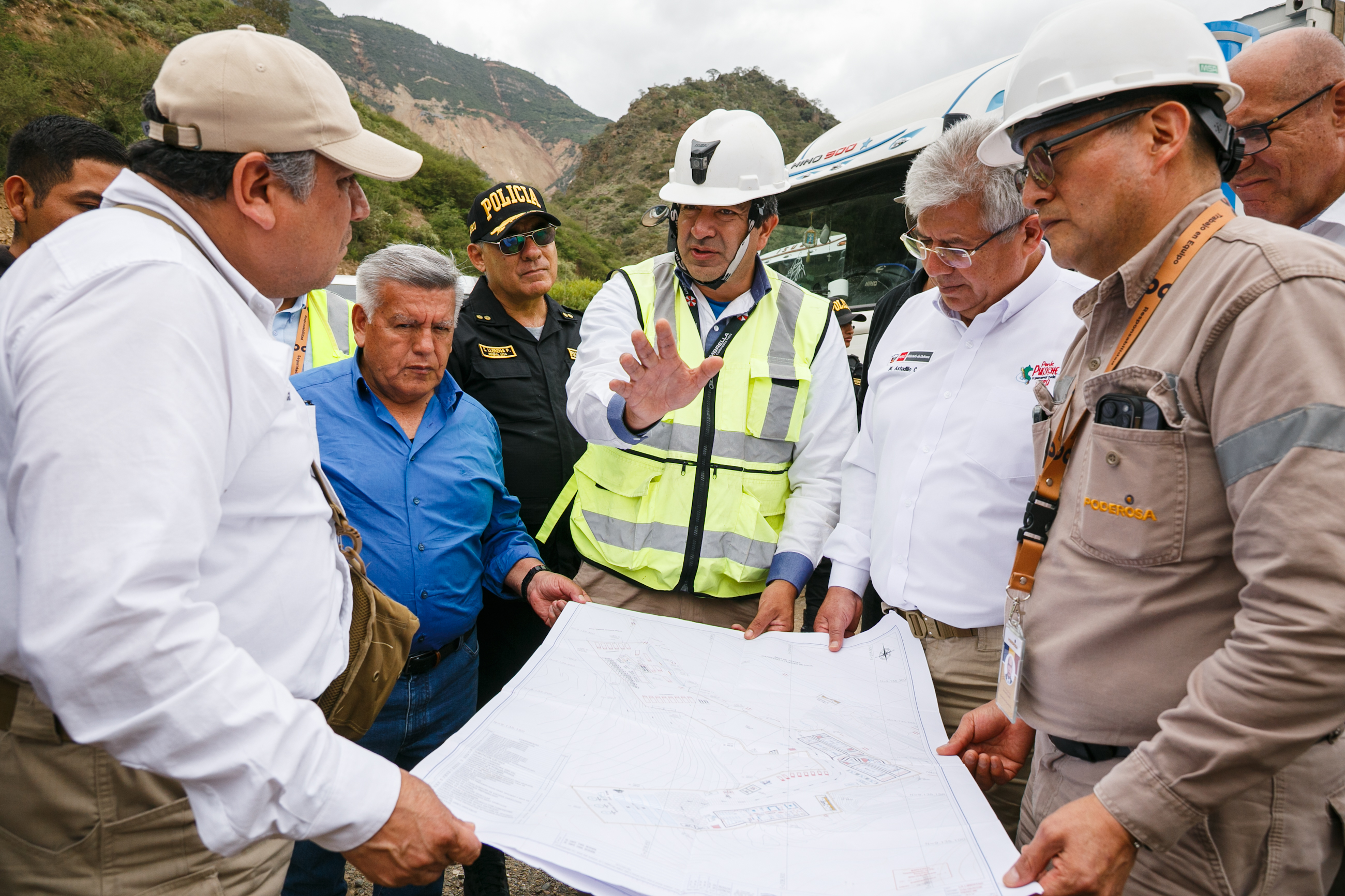
De izquierda a derecha, el primer ministro Gustavo Adrianzén, el gobernador regional César Acuña y el ministro de Defensa Walter Astudillo en Pataz a inicios de abril de 2025 para supervisar las acciones de seguridad del gobierno. Según Diario Correo el impacto político asoció más la imagen política de Acuña con la debilitada administración Boluarte, mientras que para Infobae el papel de Adrianzén como primer ministro fue cuestionado, especialmente por su apatía para con los deudos e inclusive dudar si quiera de la veracidad de la desaparición, haciendo que en el Congreso peruano se planteen una moción de censura contra su gabinete. Adrianzén terminó renunciando a su puesto el 13 de mayo por la presión parlamentaria ante la aprobación de la presentación de una moción de censura.

El 25 de abril de 2025, se reportó la desaparición de 13 trabajadores de la empresa R&R, contratistas que brindan el servicio de seguridad a la Compañía Minera La Poderosa, en la provincia Pataz. Ese mismo día, pero más temprano un grupo de alrededor de 40 agentes de seguridad se dirigía marchando en formación hacia la zona que debían proteger en Pataz.
Sin embargo, poco después, 13 de estos agentes cayeron en una emboscada mortal. Varios sicarios los acorralaron en un socavón, un lugar donde las víctimas no tuvieron oportunidad de escapar. En ese preciso momento, los trabajadores fueron secuestrados, para posteriormente ser torturados y despojados de sus bienes en un lugar alejado de su centro de trabajo. El 29 de abril, estos sicarios desde una bocamina en Pueblo Nuevo, exigieron S/4 millones para el rescate de los sicarios, los cuales no fueron pagados a tiempo. Posteriormente, tras este lapso de tiempo, los trabajadores fueron ejecutados por los sicarios usando pistolas de bala.
El miércoles 30 de abril, cuando las súplicas de los familiares de las víctimas se hicieron más eco en los medios de comunicación, el presidente del Consejo de Ministros Gustavo Adrianzén, puso en tela de juicio la veracidad de los hechos y además, señaló que no pertenecían a la minera Poderosa; el mismo día, comenzó a viralizarse un video donde se ve la ejecución de los trabajadores; sin embargo, el presidente del Consejo de Ministros Gustavo Adrianzén puso en duda la veracidad del video.
El domingo 4 de mayo, tras una intervención promovida por los familiares de las víctimas, se confirmó que los 13 trabajadores desaparecidos fueron hallados sin vida al interior de un socavón; además, debido al avanzado estado de putrefacción de los cuerpos se pone en duda la fecha exacta donde fueron mutilados.
El 15 de mayo, en Antioquia (Colombia), grupos militares de la nación capturaron a Rodríguez Díaz alrededor de las 3:30 p. m. (GTM-5), que hasta la fecha es uno de los principales acusados de perpetuar la masacre.  El 22 de mayo, el Poder Jurídica de Perú dicto 36 meses de prisión en contra del acusado. Días después, el 29 de mayo, se llevó a cabo la detención de 8 presuntos afiliados a Díaz por medio de un operativo.

### Respuesta del Gobierno Peruano

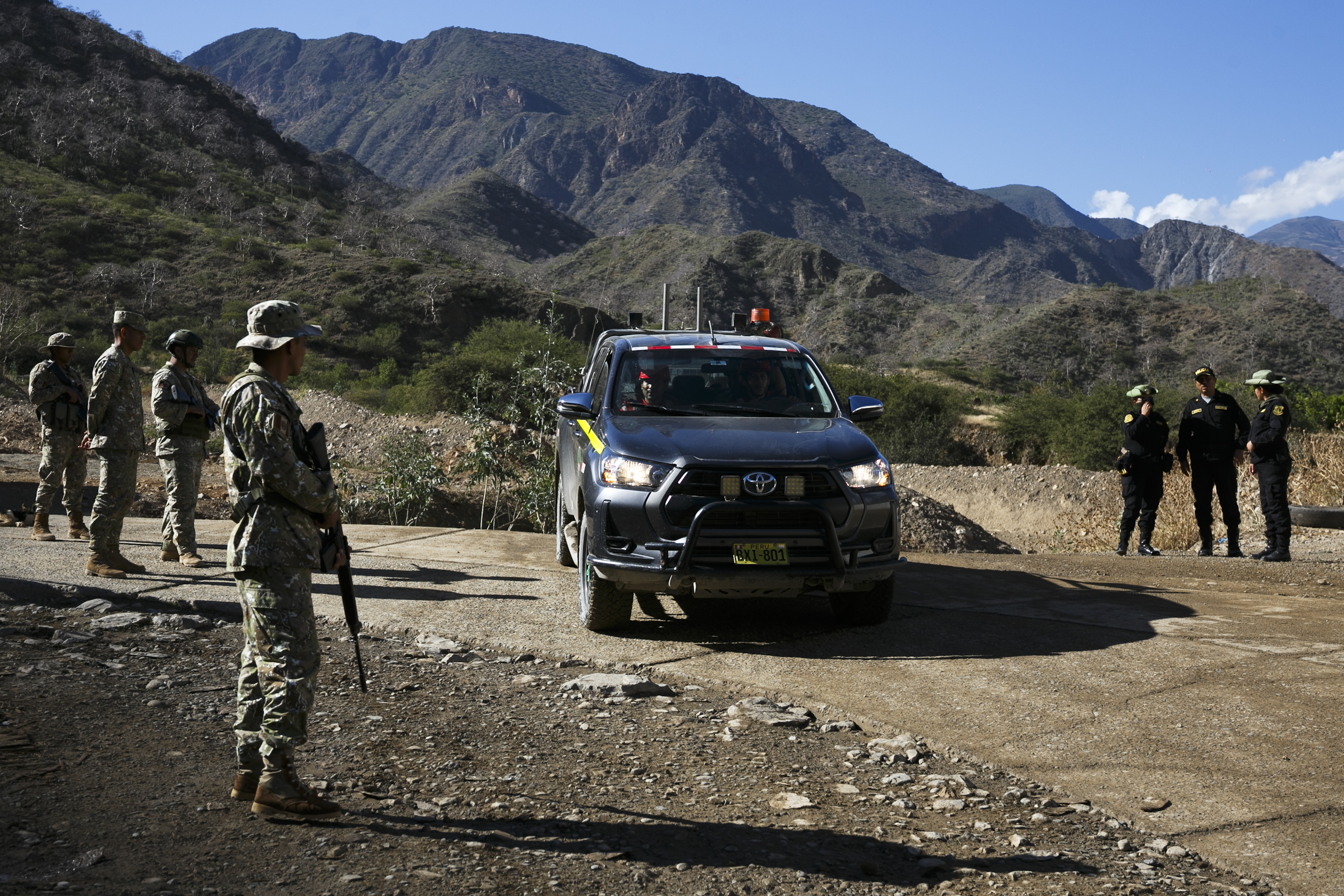
Operativos de las Fuerzas Armadas de Perú en la provincia de Pataz en junio de 2025.

Tras la masacre, el gobierno de la presidenta Dina Boluarte decretó un toque de queda nocturno y suspendió por 30 días las actividades mineras en Pataz, con posibilidad de prórroga. Además, se anunció la instalación de una base militar y el despliegue de fuerzas armadas en la zona. De igual manera, se propuso una idea de una posible declaración de estado de sitio en toda la provincia de Pataz y hasta incluso, en todo el departamento de La Libertad.
Estas medidas han sido criticadas por su tardanza e ineficacia. Familiares de las víctimas y organizaciones de derechos humanos denuncian la falta de acción oportuna y la negligencia de las autoridades, que inicialmente pusieron en duda la veracidad del secuestro. La Coordinadora Nacional de Derechos Humanos ha señalado la inacción estatal y la falta de protección a los trabajadores.
Desde la masacre se han estado realizando operaciones policiales - militares para desarticular las mafias de la minería ilegal.
Operaciones realizadas:
- Operación de interdicción "Yanahuma" (detención de seis (06) personas indocumentadas; interdicción de siete (07) bocaminas ilegales y la destrucción de material explosivo).[51]

- Operación Armagedón I (destrucción de maquinaria y bienes de mineros ilegales valorizados en 43,5 mil millones de soles y destrucción de 7 bocaminas ilegales).[52][53][54]
- Operación Armagedón II (7 detenidos, incautados 4 fusiles, 5 pistolas, 5000 cartuchos, 40 kg de dinamita en Pataz).[55][56]
- Operación Holocausto I (desarticulación de una banda criminal dedicada al secuestro y rescate de dos secuestrados).[57]
- Operación Holocausto II (Confiscación de armas de guerra, dinamita y gran cantidad de municiones).[58][59]
- Operación Rayo (Incautación de armas de fuego, municiones, dinamita y materiales relacionados con la minería ilegal).[60]
- Operación "Rumimaki"[61]
- Operación Excalibur
- Operación Excalibur II (Incautación de 3 fusiles de asalto y 6 detenidos)[62]
- Operación Excalibur III (Incautación de armamento)[63]
- Operación Armagedón 3

## Sospechosos
El principal sospechoso de la masacre de 13 trabajadores mineros en Pataz es Miguel Rodríguez Díaz, alias "Cuchillo", señalado por la presidenta Dina Boluarte como el presunto autor intelectual del crimen. Según informes, Rodríguez Díaz ingresó a Colombia sin que existiera un requerimiento judicial en su contra, lo que ha complicado su detención. Fue arrestado por la policía de Colombia  el 16 de mayo de 2025 y extraditado en unos días.
Además, se ha identificado a la banda criminal conocida como "Los Parqueros" como presunta responsable material de la masacre. Esta organización, vinculada a la minería ilegal, ha sido acusada de perpetrar el secuestro y asesinato de los trabajadores de la empresa R&R, contratista de seguridad de la minera La Poderosa.
La masacre es parte de una serie de ataques atribuidos a organizaciones criminales que operan en la región de Pataz, donde la minería ilegal ha generado un entorno de violencia y criminalidad. Desde 2020, se han reportado al menos 39 asesinatos de trabajadores y múltiples ataques a infraestructuras mineras en la zona.

## Lista de fallecidos
A continuación la lista de fallecidos identificados hasta la fecha por el atentado:
- Jefry Stiven Padilla Hidalgo
- Juan Joel Ñaupari Salva
- Yobal Martínez García
- César Rospigliosi Arellano
- Franklin Vicente Facundo Inga
- Jhon Cristian Facundo Inga
- Frank Jesús Monzón Valeriano
- Nilver Joel Pérez Chuquipoma
- Josué Carbonel Beltrán
- Darwin Javier Coveñas Panta
- Wilmer Chávez Mijahuanca
- Deyther Domínguez Ramírez
- Mego Yumbato Huacho

## Reacciones

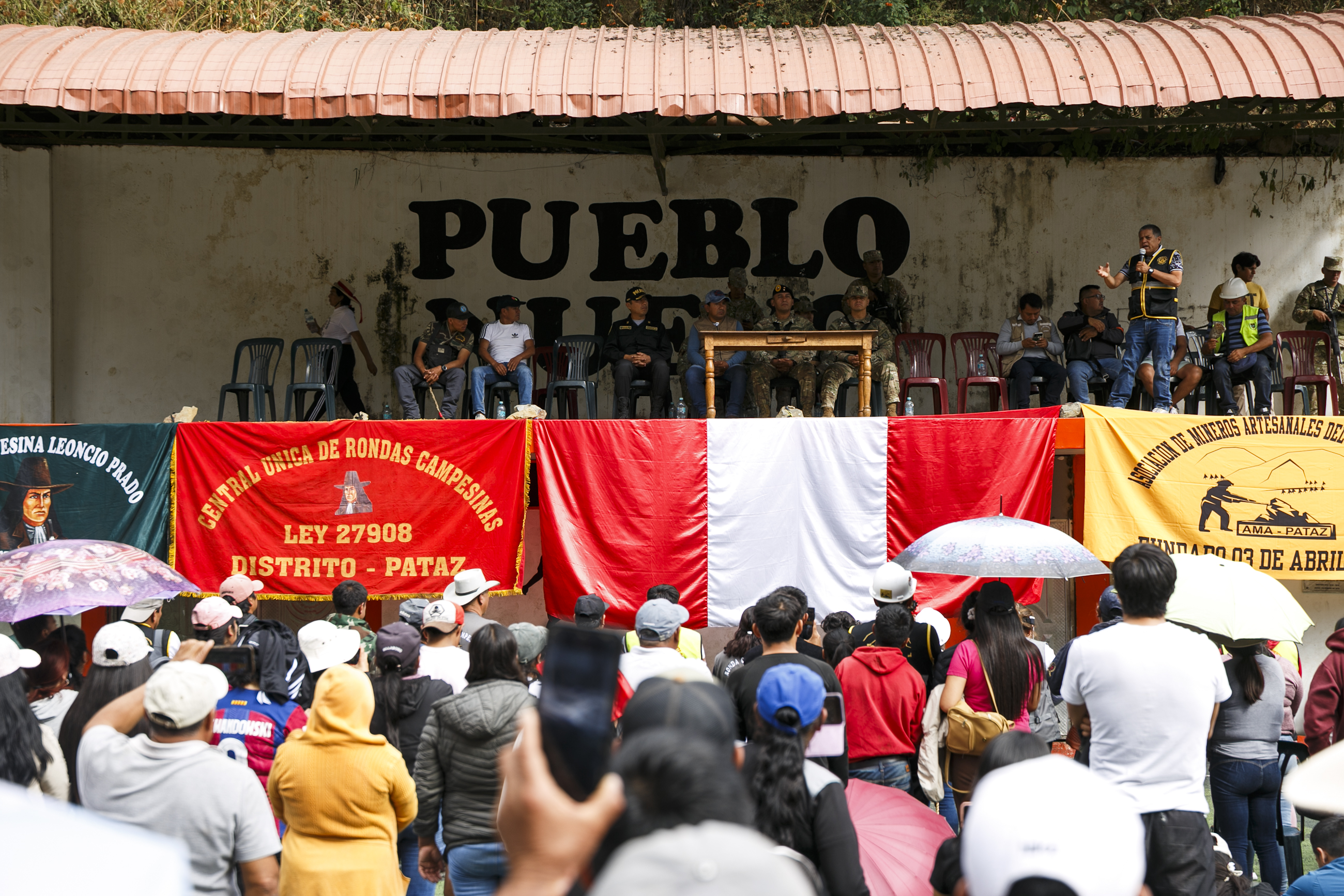
Reunión publica del Comando Unificado Pataz y las rondas campesinas de Pataz para coordinar asuntos de seguridad, tiempo tras el ataque a los 13 mineros.

- Reunión publica del Comando Unificado Pataz y las rondas campesinas de Pataz para coordinar asuntos de seguridad, tiempo tras el ataque a los 13 mineros.[71]El cardenal peruano Carlos Castillo Mattasoglio, grabó un mensaje desde Ciudad del Vaticano, previo al cónclave de 2025, donde condenaba la matanza ocurrida en Pataz.[72]
- El gobernador regional de la Libertad, César Acuña, dio un mensaje donde «responsabilizaba al poder ejecutivo si habían mas muertes en Pataz y en todo el departamento de La Libertad».[73]
- El alcalde de Pataz, Carlos Mariño, aseguro que «el oro ha sido una maldición para su provincia» y exigió «una investigación a detalle a la Compañía Minera Poderosa».[74][75]
- Organizaciones como la CONFIEP y Comex Perú han manifestado su rechazo ante la creciente violencia en el país y han exhortado al Ejecutivo a tomar medidas urgentes para enfrentar esta problemática. En un comunicado, la CONFIEP señaló: «Los gremios que representan a la pequeña, mediana y gran empresa, asociados a la CONFIEP, expresan su firme rechazo a la escalada de violencia que afecta a todo el país».[76]
- El congresista Elías Varas propuso la creación de una comisión encargada de investigar crímenes en Pataz.[77]